# Masindi (distrito)

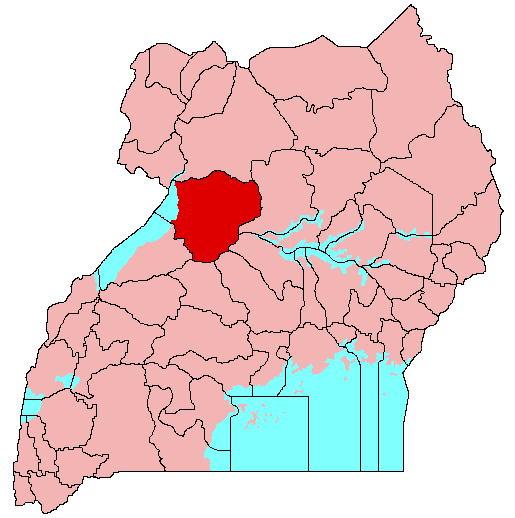
Distrito de Masindi em vermelho

Masindi é um distrito de Uganda, localizado na Região Oeste do país, e sua principal cidade é Masindi.

## Localização
Masindi faz fronteira com o distrito de Nwoya ao norte, com o distrito de Kiryandongo a leste, com os distritos de Nakasongola e Nakaseke a sudeste, com o distrito de Kyankwanzi ao sul, com o distrito de Hoima a sudeste, e com o distrito de Bulisa a nordeste. Masindi, a principal cidade do distrito, está localizada a aproximadamente 220 quilômetros (140 mi), por rodovia, da capital Kampala. As coordenadas do distrito são 1° 41′ 0″ N, 31° 44′ 0″ E.

## População
A região de Uganda na qual o distrito está localizado é relativamente seca, mas fértil o necessário para suportar uma população que se dedica às lides agrícolas. A maioria de seus habitantes são pobres e residem na zona rural. Apenas 5,43% da população do distrito vive em áreas urbanas.
Sua população era de aproximadamente 129.700 habitantes conforme o censo de 1991. Onze anos depois, no censo nacional de 2002, a população tinha aumentado para 208.420. Nesta época, 50,1% da população era constituída por homens, e 49,9% eram mulheres. A taxa anual de crescimento da população no distrito, nesta época, era de 5,1%. Em 2012, a população de meia-idade do distrito era estimada em aproximadamente 352.400 pessoas.
A população do distrito de Masindi apresenta uma composição de etnias diversas, provenientes de 55 tribos, com predominância das tribos banyoro e bagungu, que representam 59,9% da população; das tribos alur, jonam e aringa, que perfazem 5,3% da população; os baruli formam 4,5%. Imigrantes de Ruanda, Quênia, Sudão do Sul e República Democrática do Congo têm assentamento permanentes no distrito.

## Atividades econômicas
A agricultura é a principal atividade econômica do distrito. Os principais produtos são:
- Milhete
- Sorgo
- Girassol
- Gergelim
- Batata-doce
- Batata
- Mandioca
- Milho
- Algodão
- Café
- Tabaco
- Repolho
- Tomate
- Cebola
- Soja
- Ervilha
- Banana

O distrito é líder na produção de milho. Em Uganda, apenas os distritos de Iganga e de Kapchorwa produzem mais milho do que o que é produzido em Masindi.
A pesca é praticada nos rios e no lago Albert.  A piscicultura é uma importante atividade econômica em mais de 250 lagos do distrito.
A produção de mel é uma atividade em crescimento na região. O turismo também está crescendo com o aumento de visitantes no Parque Nacional Murchison Falls.

## Atrações turísticas
- Parque Nacional Murchison Falls - mais de 50% do parque está localizado no distrito Masindi
- Murchison Falls - conjunto de três cascatas no rio Nilo Branco, dentro do Parque Nacional Murchison Falls
- Porto de Butiaba - às margens do lago Albert
- Reserva de Vida Selvagem Bugungu
- Reserva Florestal Budongo
- Palácio de Omukama - um dos palácios de Omukama de Bunyoro